# Triaenodes ghana
Triaenodes ghana är en nattsländeart som beskrevs av Douglas E. Kimmins 1957. Triaenodes ghana ingår i släktet Triaenodes och familjen långhornssländor. Inga underarter finns listade i Catalogue of Life.